# Assedio di Genova (1522)
L'assedio di Genova è stato un evento bellico facente parte del più ampio conflitto conosciuto come guerra d'Italia del 1521-1526 (o guerra dei quattro anni). Tra il 20 e il 30 maggio 1522 la città di Genova, difesa dai francesi guidati da Odet de Foix, venne assediata dalle truppe imperiali comandate dai condottieri Prospero Colonna e Fernando Francesco d'Avalos. L'assedio si risolse con la vittoria di quest'ultimi e, poiché la città non si era arresa ma presa d'assalto, le truppe imperiali una volta entrate si sentirono legittimate a metterla sotto saccheggio.

## Antefatti
Il 14 maggio 1522 Prospero Colonna raggiunse un accordo con i capitani francesi di Cremona per la resa della città entro il 26 giugno. Mosse quindi con l'esercito verso Novara, ancora occupata dai transalpini, avendo avuto notizia che un esercito francese composto da 8 000 fanti, 200 cavalieri pesanti e 20 pezzi d'artiglieria aveva varcato le Alpi e si trovava nei pressi di Saluzzo. Durante la marcia inviò l'Avalos con la fanteria spagnola verso Genova, al fine di far sollevare la città contro Ottaviano Fregoso, doge alleato dei francesi.

## Assedio
Il 20 maggio l'Avalos raggiunse Genova e realizzò due accampamenti dopodiché iniziò a bombardare la città con l'artiglieria, concentrando il fuoco soprattutto in prossimità della Lanterna. Il Fregoso, avendo il sentore di un complotto da parte degli Adorno per consegnare la città agli spagnoli, li fece espellere dalla città insieme ai membri della sua famiglia loro alleati. Gli spagnoli presto aprirono le trattative per la resa, chiedendo al Fregoso 150 000 ducati per salvare la città dal saccheggio ma la proposta venne rigettata.
Il 30 maggio, verso il tramonto, la fanteria spagnola e i lanzichenecchi assaltarono contemporaneamente la città da ovest e da est. Dopo due tentativi fallimentari, al terzo i fanti appoggiarono le scale sulle mura presso Porta San Tommaso e Porta dell'Arco e nel giro di mezz'ora oltre un migliaio di uomini riuscì ad entrare in città, dopodiché iniziò il saccheggio. Un'ora dopo l'entrata delle truppe imperiali il doge Ottaviano Fregoso e Pietro Navarro si consegnarono prigionieri all'Avalos e a Gerolamo Adorno. Entrarono allora in città Francesco II Sforza e Prospero Colonna e per volontà del primo molti monasteri e alcuni palazzi nobiliari furono salvati dal saccheggio, tra cui quelli degli Adorno e dei Fieschi. La flotta francese si ritirò dal porto di Genova rifugiandosi a Savona.

## Conseguenze
Antoniotto Adorno venne eletto nuovo doge della città al posto di Ottaviano Fregoso. L'esercito imperiale smontò gli accampamenti e si diresse verso Tortona puntando a contrastare il nuovo esercito francese che nel frattempo aveva raggiunto Torino. Lo Sforza diede la possibilità ai genovesi di riacquistare parte del bottino ottenuto con il saccheggio della città, che si stimava ammontasse a circa 200 000 ducati.